# Александров, Владимир Федосеевич
Влади́мир Федосе́евич Алекса́ндров (1858 или 1863 — ?) — депутат Государственной думы Российской империи III созыва от Самарской губернии.

## Биография
Родился по одним данным в 1858 году, по другим — в 1863 году. Крестьянин села Борискино-Игар Степно-Дурасовской волости Бугурусланского уезда Самарской губернии. Окончил уездное училище. Был женат. На протяжении 30 лет состоял волостным писарем. Гласный уездного земства, член его ревизионного комитета и сельскохозяйственного общества. Занимался земледелием (во владении 9 десятин земли).
14 октября 1907 года съездом уполномоченных от волостей был избран Государственную думу III созыва от Самарской губернии. В Думе входил в бюро фракции «Союза 17 октября». Входил в состав комиссий: земельной (товарищ секретаря), по местному самоуправлению, бюджетной, для разработки законопроекта об изменении действующего законодательства о крестьянах.
Дальнейшая судьба неизвестна.